# Dolinka Kwaśna

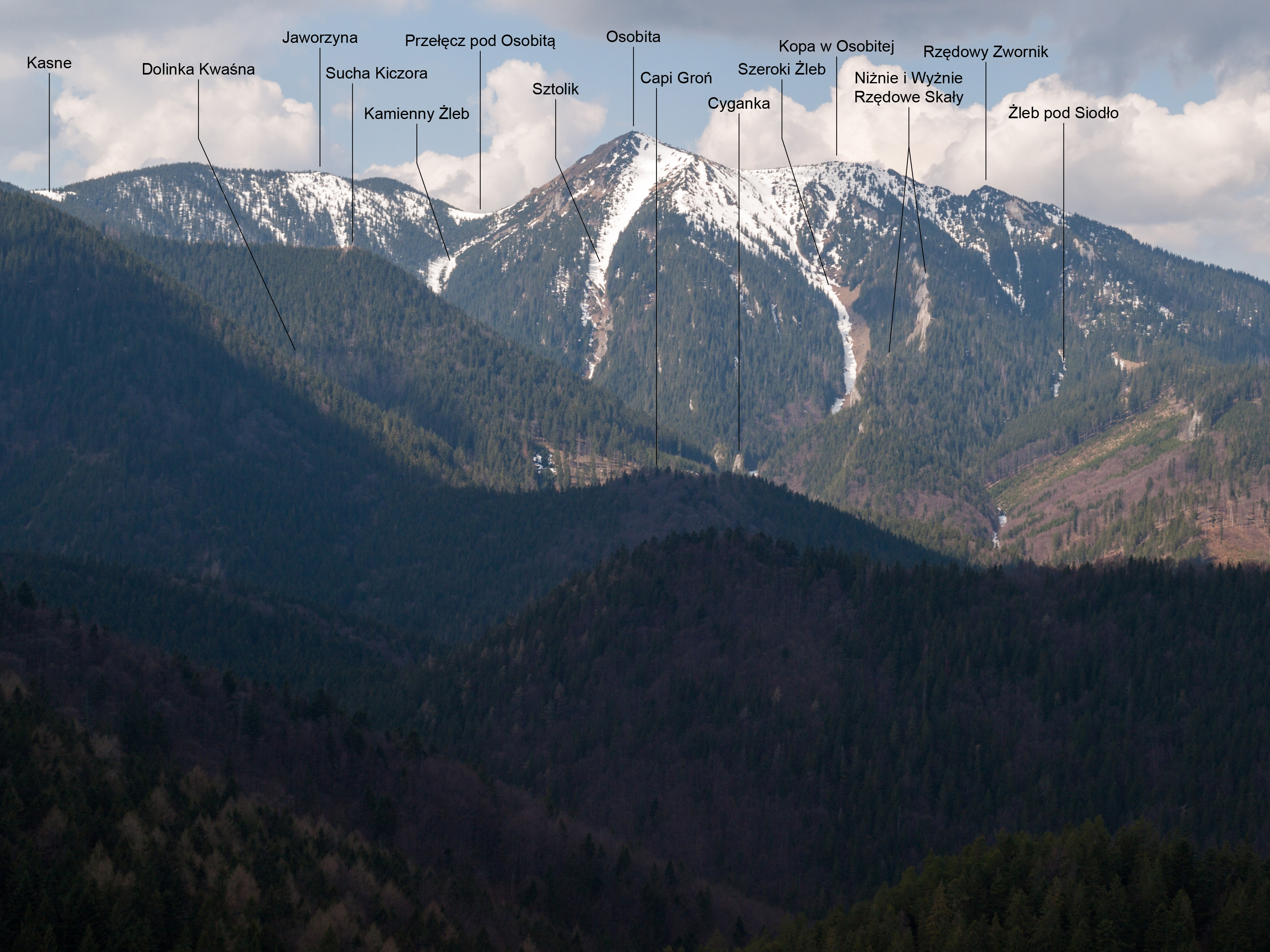
Widok z Turka na Dolinkę Kwaśną

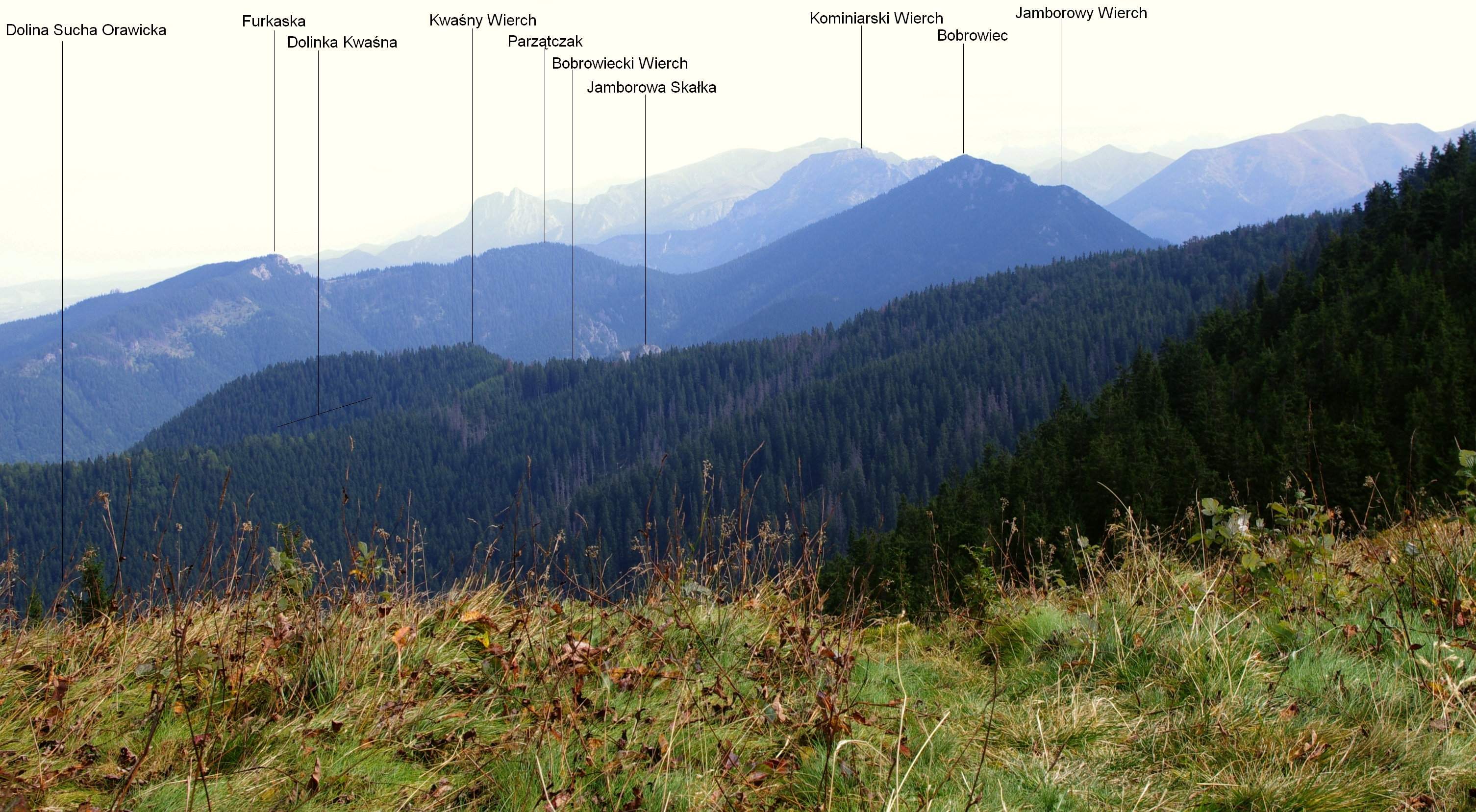
Widok z Przełęczy pod Osobitą

Dolinka Kwaśna (słow. Kvasné) – niewielka i żlebowata dolina w słowackich Tatrach Zachodnich. Stanowi jedyne orograficznie prawe odgałęzienie Doliny Suchej Orawickiej, ta zaś jest lewą odnogą Doliny Bobrowieckiej Orawskiej. Dolinka Kwaśna opada spod Bobrowieckiego Wierchu (1408 m) w północno-północno-wschodnim kierunku i na wysokości około 950 m uchodzi do Doliny Suchej Orawickiej. Jej zbocza tworzą dwa grzbiety odchodzące od Bobrowieckiego Wierchu; orograficznie lewy jest krótszy i kończy się wzniesieniem Suchej Kiczory, prawy jest nieco dłuższy i opada poprzez Kwaśny Wierch, Kiczorę Bobrowiecką (Kiczer) i Niżni Tomkowy Przechód do Capiego Gronia. Dnem doliny spływa Kwaśny Potok.
Dolinka Kwaśna jest całkowicie zalesiona i nie prowadzi nią żaden znakowany szlak turystyczny, nigdy też nie miała znaczenia turystycznego. Dawniej jednak była bardziej popularna, Dolina Sucha Orawicka była bowiem wypasana, w jej odgałęzieniach ukrywali się zbójnicy, a w XIX wieku poszukiwacze skarbów (głównie polscy Podhalanie) przetrząsali te rejony w poszukiwaniu skarbów rzekomo ukrytych przez zbójników. W pobliżu wylotu Dolinki Kwaśnej w grocie Kuhnia spędzał zimę polski zbójnik Tatar Myśliwiec, a w lutym 1945 r. ukrywali się w niej mieszkańcy Orawic i Witanowej, gdyż w ich miejscowościach wówczas znajdował się front. Obecnie bywają w niej tylko robotnicy leśni. Dnem Doliny Suchej Orawickiej prowadzi droga do zwózki drzewa, jego skład znajduje się na Szurkowej Polance. Odgałęzienie tej drogi prowadzi również dnem Dolinki Kwaśnej i na zbocza Kwaśnego Wierchu.
Józef Nyka podaje inne nazwy tej dolinki – Kwaśny Żleb lub Na Kwaśne (Kvasnô). Nazwa Kwaśny Żleb jest też spotykana w innych publikacjach.